# آنا فيسيانا سواريز
آنا فيسيانا سواريز (بالإسبانية: Ana Veciana-Suarez)‏ (مواليد 1956 في كوبا)، هي كاتبة صحفية أمريكية من اصول كوبية. وهي ابنة السياسي المنفي الكوبي والعميل السري لوكالة المخابرات المركزية الكوبي أنطونيو فيسيانا.
ولدت عام 1956 في العاصمة الكوبية هافانا هاجرت مع عائلتها إلى الولايات المتحدة عندما كانت في السادسة من عمرها. والدها أنطونيو فيسيانا هو منفي كوبي شارك في عدة محاولات اغتيال ضد الرئيس فيدل كاسترو .وهي خريجة جامعة جنوب فلوريدا.

## من مؤلفاتها
Published works
- The Chin Kiss King (Plume, 1998).[1][2] It was originally published in English by Farrar Strauss & Giroux in 1997. It was re-issued in 2015.
- Birthday Parties in Heaven (Plume, 2000)
- Flight to Freedom (Scholastic, 2002). It was reissued in 2016.

With the Media Institute
- Hispanic Media: Impact and Influence (1990)
- Hispanic Media, USA: A Narrative Guide to the Print and Electronic Hispanic News Media in the United States (1987)